# Fembe jezik
Fembe jezik (agala, sinale; ISO 639-3: agl), jedan od šest jezika istočnostricklandske skupine transnovogvinejske porodice, kojim govori 350 ljudi (1986 SIL) na gornjem toku rijeke Strickland u provinciji Western u Papui Novoj Gvineji.
Srodni su mu Odoodee [kkc] i Konai [kxw].

## Vanjske poveznice
- Ethnologue (14th)
- Ethnologue (15th)